# Bring Me the Horizon
Bring Me the Horizon (prescurtat BMTH) este o formație rock britanică din Sheffield, Yorkshire. Formată inițial în 2004, trupa este formată în prezent din vocalistul Oliver Sykes, chitaristul Lee Malia, basistul Matt Kean și bateristul Matt Nicholls.

## Discografie
Albume
- This Is What The Edge Of Your Seat Was Made For (2004) (EP)
- Count Your Blessings (2006)
- Suicide Season (2008)
- There Is a Hell, Believe Me I've Seen It. There Is a Heaven, Let's Keep It a Secret (2010)
- Sempiternal (2013)
- That's the Spirit (2015)
- AMO (2019)

EP-uri
- This Is What the Edge of Your Seat Was Made For (2004)
- The Chill Out Sessions (2012)
- Music to Listen to~Dance to~Blaze to~Pray to~Feed to~Sleep to~Talk to~Grind to~Trip to~Breathe to~Help to~Hurt to~Scroll to~Roll to~Love to~Hate to~Learn Too~Plot to~Play to~Be to~Feel to~Breed to~Sweat to~Dream to~Hide to~Live to~Die to~Go To (2019)
- Post Human: Survival Horror (2020)

Single-uri
- "Pray for Plagues" (2007)
- "For Stevie Wonder's Eyes Only (Braille)" (2008)
- "Chelsea Smile" (2009)
- "Diamonds Aren't Forever" (2009)
- "The Sadness Will Never End" (2009)
- "It Never Ends" (2010)
- "Visions" (2011)
- "Shadow Moses" (2013)
- "Sleepwalking" (2013)
- "Go to Hell, for Heaven's Sake" (2013)
- "Can You Feel My Heart" (2013)
- "Drown" (2014)
- "Happy Song" (2015)
- "Throne" (2015)
- "True Friends" (2015)
- "Follow You" (2016)
- "Avalanche" (2016)
- "Oh No" (2016)
- "Mantra" (2018)
- "Wonderful Life" (2018)
- "Medicine" (2019)
- "Mother Tongue" (2019)
- "Nihilist Blues" (2019)
- "Sugar Honey Ice & Tea" (2019)
- "In the Dark" (2019)
- "Ludens" (2019)
- "Parasite Eve" (2020)
- "Obey" (2020)
- "Teardrops" (2020)